# Юнссон, Эрик
Эрик Йонссон (швед. Eric Jonsson или Erik Jonsson, 1 октября 1903 — 1974) — шведский шахматист. Один из сильнейших шахматистов Швеции 1920—1930-х гг. Шестикратный чемпион Гётеборга (1925, 1926, 1928, 1935, 1936 и 1942 гг.). В составе сборной Швеции принимал участие в двух шахматных олимпиадах (1928 и 1937 гг.; оба раза играл на запасных досках), а также в ряде международных матчей (с командами Дании и Норвегии). В 1937 г. сыграл небольшой показательный матч с Р. Файном (в рамках гастролей американского гроссмейстера по Швеции).

## Спортивные результаты
| Год  | Город        | Соревнование                                              | + | − | = | Результат | Место |
| ---- | ------------ | --------------------------------------------------------- | - | - | - | --------- | ----- |
| 1928 | Гаага        | II Олимпиада (сборная Швеции, запасной)                   | 2 | 5 | 7 | 5½ из 14  |       |
| 1937 | Стокгольм    | VII Олимпиада (сборная Швеции, запасной)                  |   |   |   | [ 1 ]     |       |
|      | Стокгольм    | Матч с Р. Файном                                          | 0 | 1 | 1 | ½ из 2    |       |
| 1948 | Сальтшобаден | Матч Швеция — Дания (против К. Поульсена и Э. Лауридсена) | 0 | 1 | 1 | ½ из 2    |       |
|      | Сальтшобаден | Матч Швеция — Норвегия (против О. Вестола)                |   |   |   |           |       |